# بيت تركى (بني مطر)

تعديل مصدري - تعديل

بيت تركي هي إحدى قرى عزلة بني قيس بمديرية بني مطر التابعة لمحافظة صنعاء، بلغ تعداد سكانها 136 نسمة حسب تعداد اليمن لعام 2004.